# Idavang
Idavang A/S er en dansk virksomhed med hovedkvarter i Gadbjerg, som driver landbrug i Litauen og det nordvestlige Rusland. Selskabet blev etableret i 1998 og det er ejet af Carsten Lund Thomsen og Ole Bjerremand Hansen.
De dyrker 9.000 hektar, og der produceres årligt 800.000 grise. I 2023 havde de 761 ansatte og omsatte for 140 mio. euro.